# Brandon Rivera
Brandon Smith Rivera Vargas (Zipaquirá, 21 marzo 1996) è un ciclista su strada colombiano, professionista dal 2019, che corre per il team Ineos Grenadiers.

## Palmarès
- 2019 (GW Shimano, cinque vittorie)

Campionati panamericani di ciclismo, Prova a cronometro
12ª tappa Vuelta a Colombia (Villa de Leyva > Socha)
1ª tappa Clásica Ciudad de Girardot (Girardot > Girardot, cronometro)
4ª tappa Clásica Ciudad de Girardot (Nariño > Girardot)
5ª tappa Vuelta a Boyacà (? > Tunja)
- 2024 (Ineos Grenadiers, una vittoria)

2ª tappa Österreich-Rundfahrt (Maria Taferl > Steyr)

## Piazzamenti

### Grandi Giri
- Giro d'Italia

2025: non partito (14ª tappa)
- Vuelta a España

2020: ritirato (2ª tappa)
2024: 95º

### Classiche monumento
- Liegi-Bastogne-Liegi

2024: 87º
- Giro di Lombardia

2024: 101º

### Competizioni mondiali
- Campionati del mondo di mountain bike

Vallnord 2015 - Team Relay: 9°